# Bart Van Zundert
Bart Van Zundert (Merksem, 30 november 1980) is een Belgisch profvoetballer die bij voorkeur als rechtsback speelt. Hij verruilde in juli 2014 Cappellen FC voor KFC Eppegem.

## Carrière
Hij begon als jeugdspeler bij Germinal Ekeren, dat later omgevormd werd tot Germinal Beerschot. Hij speelde nooit veel in de basis en werd in 2002 uitgeleend aan de 2e klasser Verbroedering Geel. Na dit seizoen ging hij dan terug voor Germinal Beerschot spelen, maar een basissplaats zat er niet in en in 2004 werd hij uitgeleend aan KV Mechelen, dat toen pas was gepromoveerd naar de 2e klasse. Hier werd hij een belangrijke basisspeler. KV Mechelen kocht hem na dat seizoen definitief aan. Op het einde van seizoen 2006-2007 wilde hij terug naar de Jupiler League. Aangezien KV Mechelen niet zeker was van promotie speelde hij op zeker en tekende hij een contract bij SV Zulte Waregem. Na één seizoen viel hij hier uit de wedstrijdkern. In januari 2010 werd hij verhuurd aan FCV Dender EH. In het seizoen 2010-2011 kwam hij uit voor Antwerp FC. Aan de start van het voetbalseizoen in 2011 verkaste hij naar vierdeklasser Cappellen FC. 

## Statistieken
| Seizoen | Club                 | Land   | Competitie    | Wed. | Goals |
| ------- | -------------------- | ------ | ------------- | ---- | ----- |
| 1999/00 | Germinal Beerschot   | België | Eerste Klasse | 3    | 0     |
| 2000/01 | Germinal Beerschot   | België | Eerste Klasse | 23   | 2     |
| 2001/02 | Germinal Beerschot   | België | Eerste Klasse | 14   | 0     |
| 2002/03 | → Verbroedering Geel | België | Tweede Klasse | 24   | 2     |
| 2003/04 | Germinal Beerschot   | België | Eerste Klasse | 14   | 0     |
| 2004/05 | Germinal Beerschot   | België | Eerste Klasse | 3    | 0     |
| 2004/05 | KV Mechelen          | België | Derde Klasse  | 12   | 0     |
| 2005/06 | KV Mechelen          | België | Tweede Klasse | 20   | 1     |
| 2006/07 | KV Mechelen          | België | Tweede Klasse | 31   | 4     |
| 2007/08 | SV Zulte Waregem     | België | Eerste Klasse | 24   | 2     |
| 2008/09 | SV Zulte Waregem     | België | Eerste Klasse | 8    | 0     |
| 2009/10 | SV Zulte Waregem     | België | Eerste Klasse | 1    | 0     |
| 2009/10 | → FCV Dender EH      | België | Tweede Klasse | 6    | 1     |
| 2010/11 | Antwerp FC           | België | Tweede Klasse | 19   | 1     |
| 2011/12 | Cappellen FC         | België | Vierde Klasse | 27   | 3     |
| 2012/13 | Cappellen FC         | België | Derde Klasse  | 12   | 2     |
| Totaal  | Totaal               | Totaal | Totaal        | 241  | 18    |